# Bujesily
Bujesily (německy Bujesil, zastarale Bogestl) jsou obec v okrese Rokycany v Plzeňském kraji.  Leží zhruba sedm kilometrů severozápadně od Radnic, deset kilometrů jihovýchodně od Kralovic a necelých dvacet kilometrů severozápadně od Rokycan. Žije v ní 80 obyvatel. Vesnice je situována na návrší nad pravým břehem řeky Berounky, která zde tvoří severní hranici obce i celého okresu. Z východní strany je území obce vymezeno údolím Radnického potoka.

## Historie
První písemná zmínka o obci (Bviezili) pochází z roku 1227 a dokládá tehdejší příslušnost ke klášteru svatého Jiří.

## Obyvatelstvo
Nejvíce obyvatel měla vesnice kolem roku 1880, kdy v ní žilo více než 200 osob.
| Rok            | 1869 | 1880 | 1890 | 1900 | 1910 | 1921 | 1930 | 1950 | 1961 | 1970 | 1980 | 1991 | 2001 | 2011 | 2021 |
| -------------- | ---- | ---- | ---- | ---- | ---- | ---- | ---- | ---- | ---- | ---- | ---- | ---- | ---- | ---- | ---- |
| Počet obyvatel | 202  | 206  | 170  | 180  | 139  | 156  | 147  | 109  | 109  | 90   | 80   | 74   | 67   | 61   | 72   |
| Počet domů     | 28   | 29   | 30   | 30   | 31   | 32   | 34   | 32   | 32   | 26   | 28   | 33   | 35   | 24   | 38   |

## Obecní správa
Mezi lety 1869–1910 Bujesily byly osadou městyse Liblín v okrese Kralovice. V letech 1921–1950 byly obcí v okrese Kralovice (1921–1930) a později v okrese Plasy. V letech 1961–1970 byly částí obce Lhotka u Radnic a od 1. července 1970 do 31. března 1980 byly znovu obcí v okrese Rokycany. Od 1. dubna 1980 do 28. února 1990 patřily jako část města k Radnicím a od 1. března 1990 jsou opět samostatnou obcí.

### Obecní symboly
Znak a vlajka byly obci uděleny rozhodnutím předsedy Poslanecké sněmovny Parlamentu České republiky dne 22. ledna 2001.

## Pamětihodnosti
- Roubené zvonice na návsi pochází z roku 1827[8]
- Venkovská usedlost čp. 10 stojí na severovýchodní straně návsi[9]